# Fehérszárnyú kotinga
A fehérszárnyú kotinga (Xipholena atropurpurea) a madarak (Aves) osztályának a verébalakúak (Passeriformes) rendjébe, ezen belül a kotingafélék (Cotingidae) családjába tartozó faj.

## Rendszerezése
A fajt Maximilian zu Wied-Neuwied német herceg, felfedező és természettudós írta le 1820-ban, az Ampelis nembe Ampelis atropurpurea néven.

## Előfordulása
Brazília területén, az Atlanti-óceán partvidékén honos. A természetes élőhelye a szubtrópusi vagy trópusi síkvidéki esőerdők és lombhullató erdők. Állandó, nem vonuló faj.

## Megjelenése
Testhossza 19 centiméter, a hím testtömege 58–65 gramm, a tojóé 56–67 gramm.

## Életmódja
Főleg gyümölcsökkel és rovarokkal táplálkozik, esetenként virágokat is fogyaszt.